# Mauidrillia felina
Mauidrillia felina é uma espécie de gastrópode do gênero Mauidrillia, pertencente a família Horaiclavidae.